# 賈炳達道
賈炳達道 （英語：Carpenter Road）是位於香港九龍九龍城的一條道路，被分為兩段。首段由聯合道至樂善道及打鼓嶺道交界。第二段為東向西單程路，東接石鼓壟道，西接啟德道，中段與沙浦道交界。

## 历史

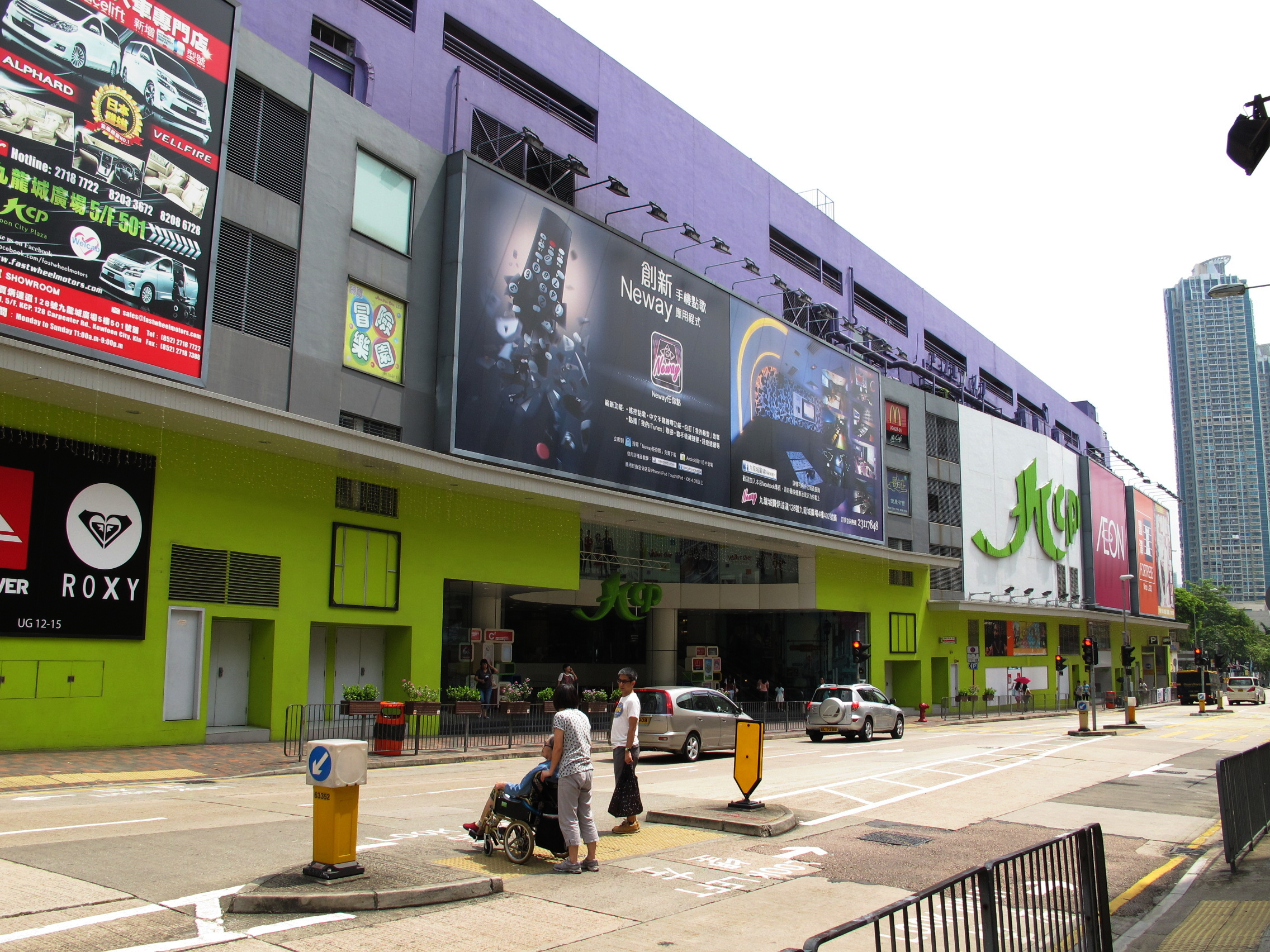
賈炳達道九龍城廣場

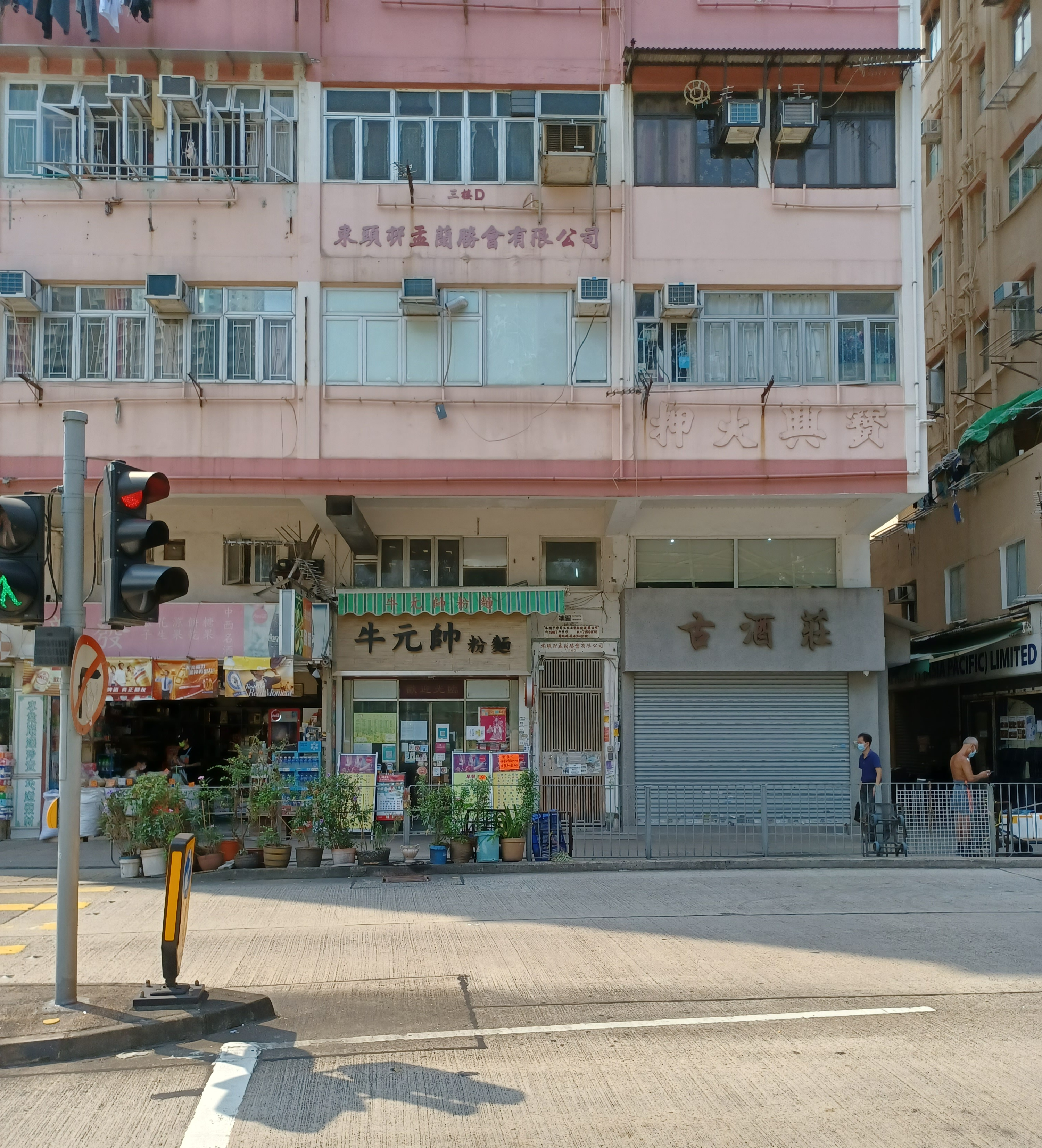
賈炳達道49號

以前這條路是进入九龍寨城的必經之路。1930年代，城外有許多寮屋及帳篷，用來作存放木材，稱為「木園」。木園除了存放木材之外，更是木匠工作的地方。而來到參觀九龍寨城的英國人，看到木匠在工作，所以将這條路稱為Carpenter Road，Carpenter亦即是木匠的意思。

## 趣聞
2015年7月23日，有途人行經賈炳達道一處咪錶位路邊，發現一個「駕駛人士請小心過路兒童」的路牌背面，被人換上「注意飛碟」圖案的「路牌」，該圖案顯示天空有一架飛碟向地面發射黃光，並將一名路人「吸走」，而該路牌頂部被人鑽孔，並以索帶箍着穩固。路政署事後已派承建商完成維修上址遭覆蓋的路牌，並交警方調查。根據《道路交通條例》，非法移動、損壞或干擾交通標誌，即屬犯罪，違者可被罰款1,000港元及監禁3個月。

## 地理位置
由於九龍城大多街道為南北走向街道，所以賈炳達道以及衙前圍道連接了許多街道。由西至東：
1. 聯合道
2. 福佬村道
3. 獅子石道
4. 侯王道
5. 衙前塱道
6. 南角道
7. 龍崗道
8. 城南道
9. 打鼓嶺道
10. 樂善道
11. 啟德道
12. 沙浦道
13. 石鼓壟道

## 附近建築物
- 賈炳達道公園
- 九龍寨城公園
- 九龍城廣場
- 美東邨
- 東頭邨
- 東匯邨